# 弗里舍巴赫河
52°15′1.354101″N 7°27′55.07505″E / 52.25037613917°N 7.4652986250°E

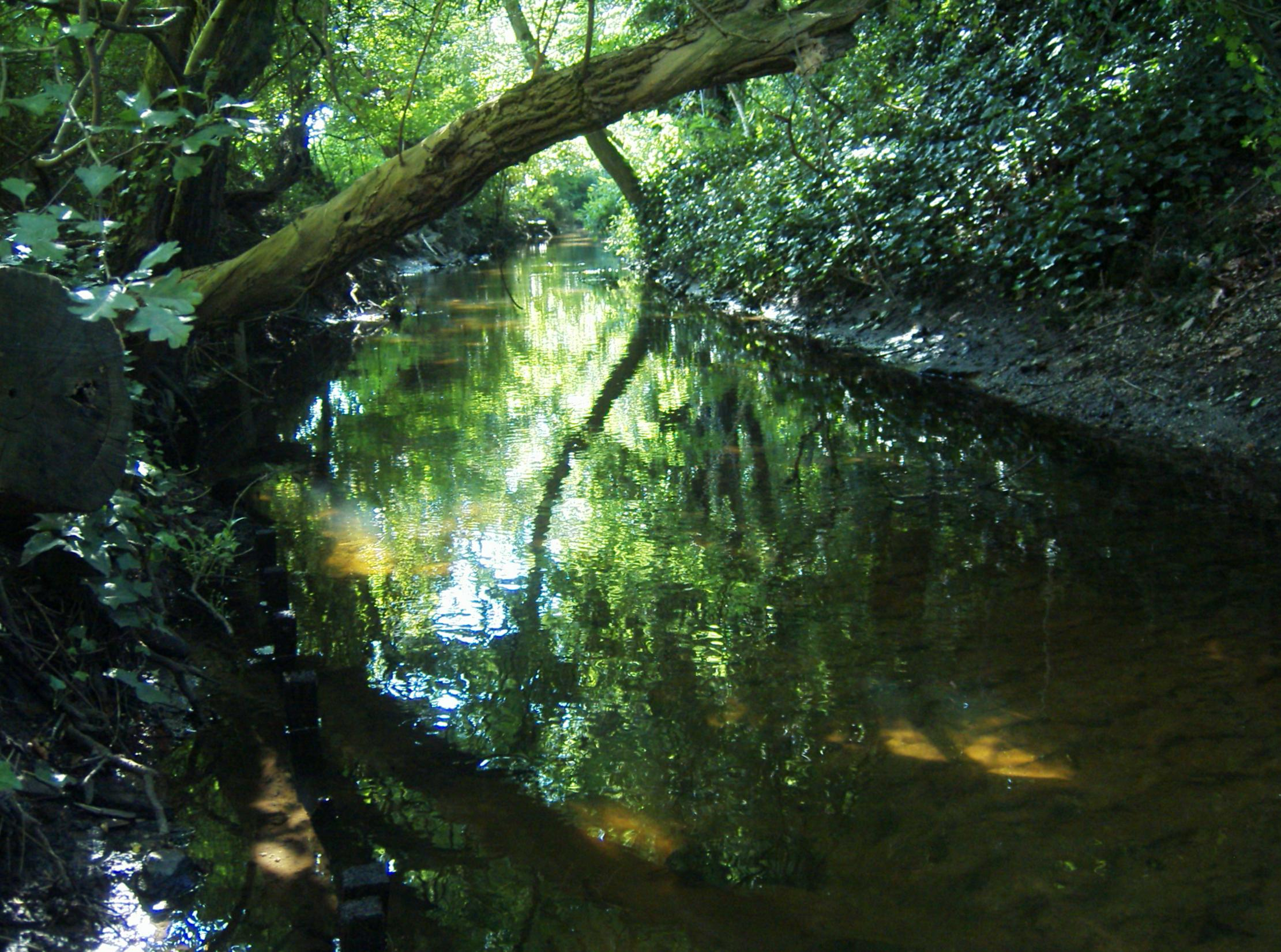

弗里舍巴赫河（德語：Frischebach），是德國的河流，位於該國西部，流經北萊茵-威斯特法倫州，屬於埃姆斯河的支流，河道全長9.6公里，流域面積23.8平方公里。